# PURA
PURA (англ. Purine rich element binding protein A) – білок, який кодується однойменним геном, розташованим у людей на короткому плечі 5-ї хромосоми. Довжина поліпептидного ланцюга білка становить 322 амінокислот, а молекулярна маса — 34 911.
| 10         |  | 20         |  | 30         |  | 40         |  | 50         |
| ---------- |  | ---------- |  | ---------- |  | ---------- |  | ---------- |
| MADRDSGSEQ |  | GGAALGSGGS |  | LGHPGSGSGS |  | GGGGGGGGGG |  | GGSGGGGGGA |
| PGGLQHETQE |  | LASKRVDIQN |  | KRFYLDVKQN |  | AKGRFLKIAE |  | VGAGGNKSRL |
| TLSMSVAVEF |  | RDYLGDFIEH |  | YAQLGPSQPP |  | DLAQAQDEPR |  | RALKSEFLVR |
| ENRKYYMDLK |  | ENQRGRFLRI |  | RQTVNRGPGL |  | GSTQGQTIAL |  | PAQGLIEFRD |
| ALAKLIDDYG |  | VEEEPAELPE |  | GTSLTVDNKR |  | FFFDVGSNKY |  | GVFMRVSEVK |
| PTYRNSITVP |  | YKVWAKFGHT |  | FCKYSEEMKK |  | IQEKQREKRA |  | ACEQLHQQQQ |
| QQQEETAAAT |  | LLLQGEEEGE |  | ED         |  |            |  |            |

A: Аланін

C: Цистеїн

D: Аспарагінова кислота

E: Глутамінова кислота

F: Фенілаланін

G: Гліцин

H: Гістидин

I: Ізолейцин

K: Лізин

L: Лейцин

M: Метіонін

N: Аспарагін

P: Пролін

Q: Глутамін

R: Аргінін

S: Серин

T: Треонін

V: Валін

W: Триптофан

Кодований геном білок за функціями належить до активаторів, фосфопротеїнів. 
Задіяний у таких біологічних процесах, як транскрипція, регуляція транскрипції, ацетилювання. 
Білок має сайт для зв'язування з ДНК. 
Локалізований у ядрі.